# Chevrolet Camaro (четвёртое поколение)
Chevrolet Camaro (рус. Шевроле́ Кама́ро) — пони-кар, выпускавшийся подразделением Chevrolet компании General Motors с ноября 1992 по 27 августа 2002 года.

## История
Впервые Camaro четвёртого поколения был представлен в ноябре 1992 года. Серийный выпуск автомобилей начался в январе 1993 года. Производство было перенесено с Калифорнии в Канаду.
В новый дизайн крыши, люка, дверей и спойлера был добавлен полиэфирный листовой прессматериал, изготовленный из рубленого стекловолокна и полиэфирной смолы. Все модели выпускались с красной бабочкой — логотипом производителя Chevrolet. Параллельно для гонки Индианаполис 500 выпускался Z28, всего было выпущено 645 единиц.
Изначально выпускались варианты только с двумя фарами на пару, а с 1997 года — с цельными фарами, которые годом ранее были представлены на Corvette. Последний Camaro четвёртого поколения сошёл с конвейера 27 августа 2002 года, после чего завод Boisbriand, расположенный в Квебеке недалеко от Монреаля, был закрыт. Общий объём производства составил 42098 единиц.

## Особенности
В разное время Camaro четвёртого поколения оснащался четырьмя вариантами двигателей: 3,4 L32 V6 — 162 л. с. (1993—1995), 3,8 L36 V6 — 200 л. с. (1995—2002), 5,7 LT1 V8 мощностью 279 л. с. (1993—1997) и алюминиевым 5.7 LS1, выдающим мощность 305 л. с. (1998—2002). Каждый двигатель сочетался в паре с пяти- или шестиступенчатой механической, а опционально — с четырёхступенчатой автоматической трансмиссией.

## Галерея

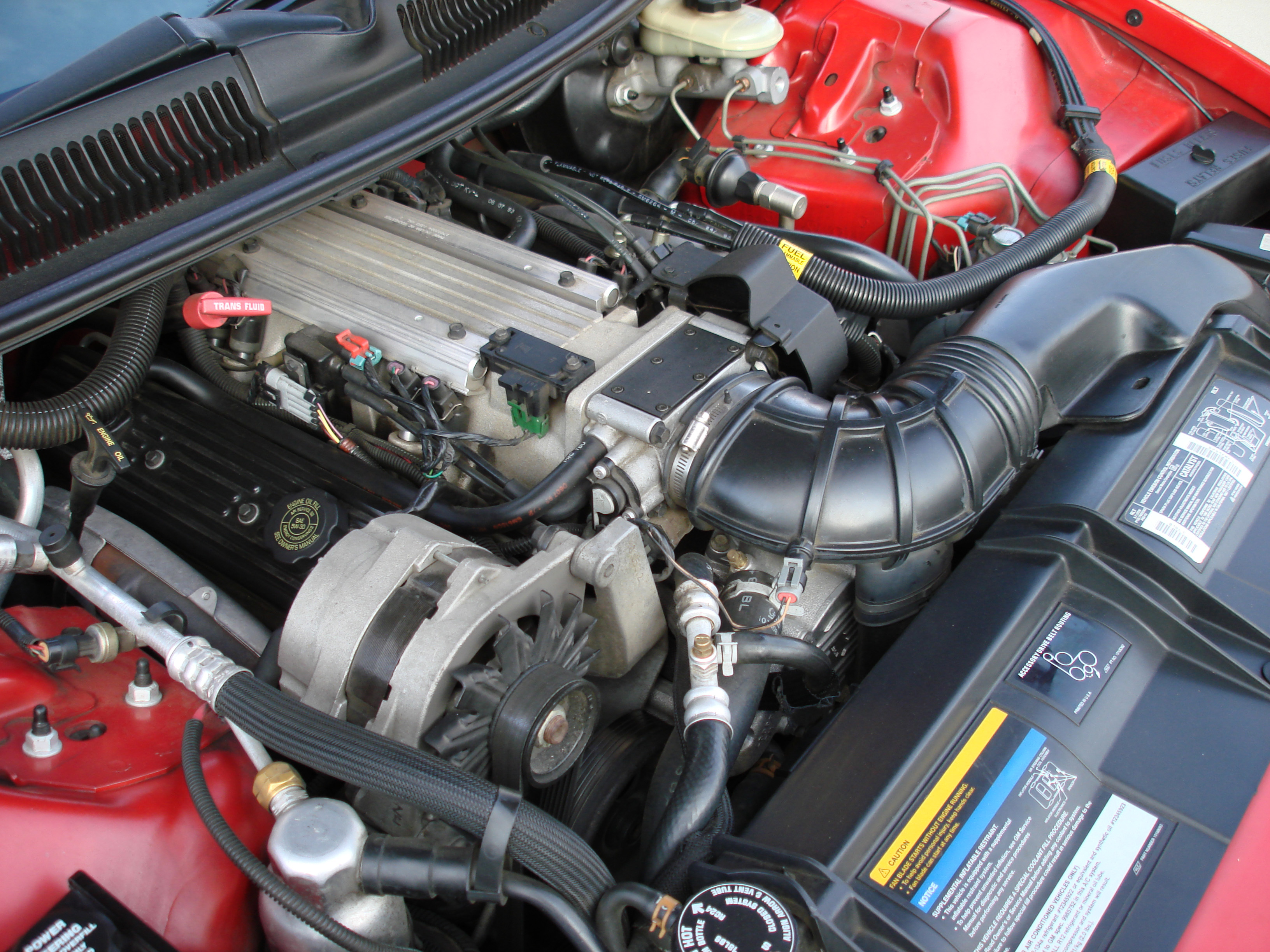
5,7-литровый двигатель LT1 V8
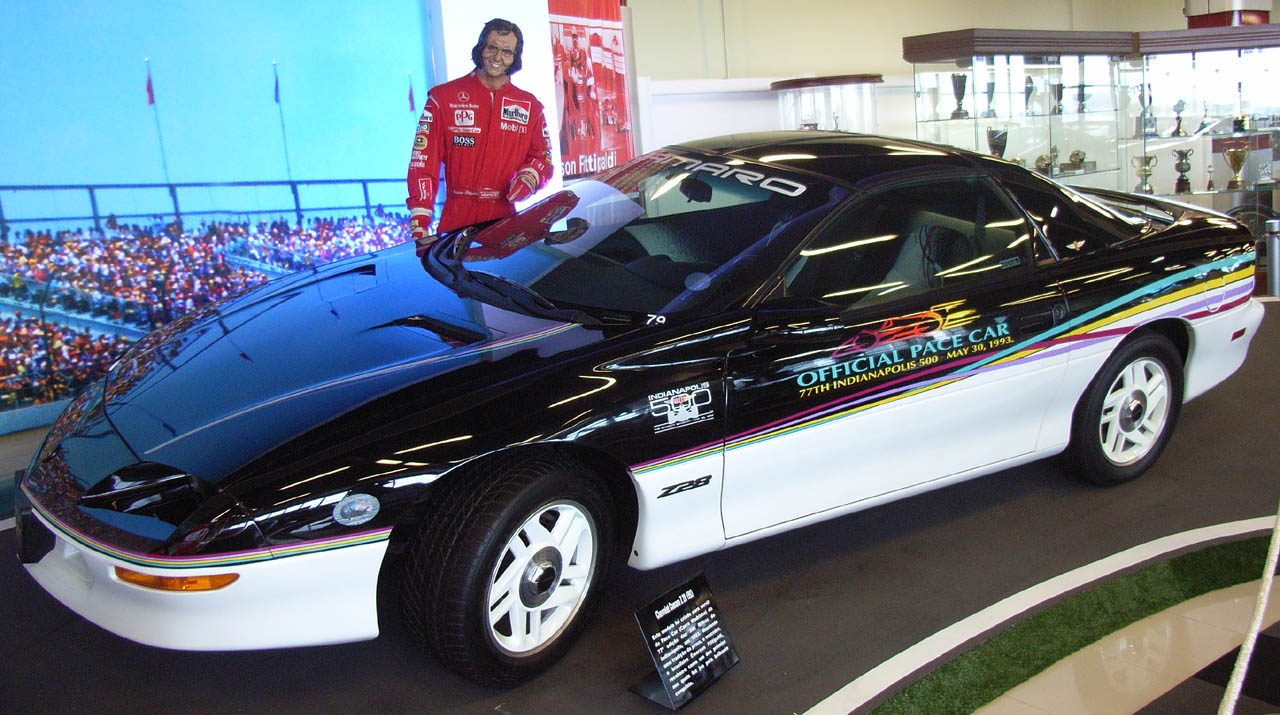
Chevrolet Camaro Z28
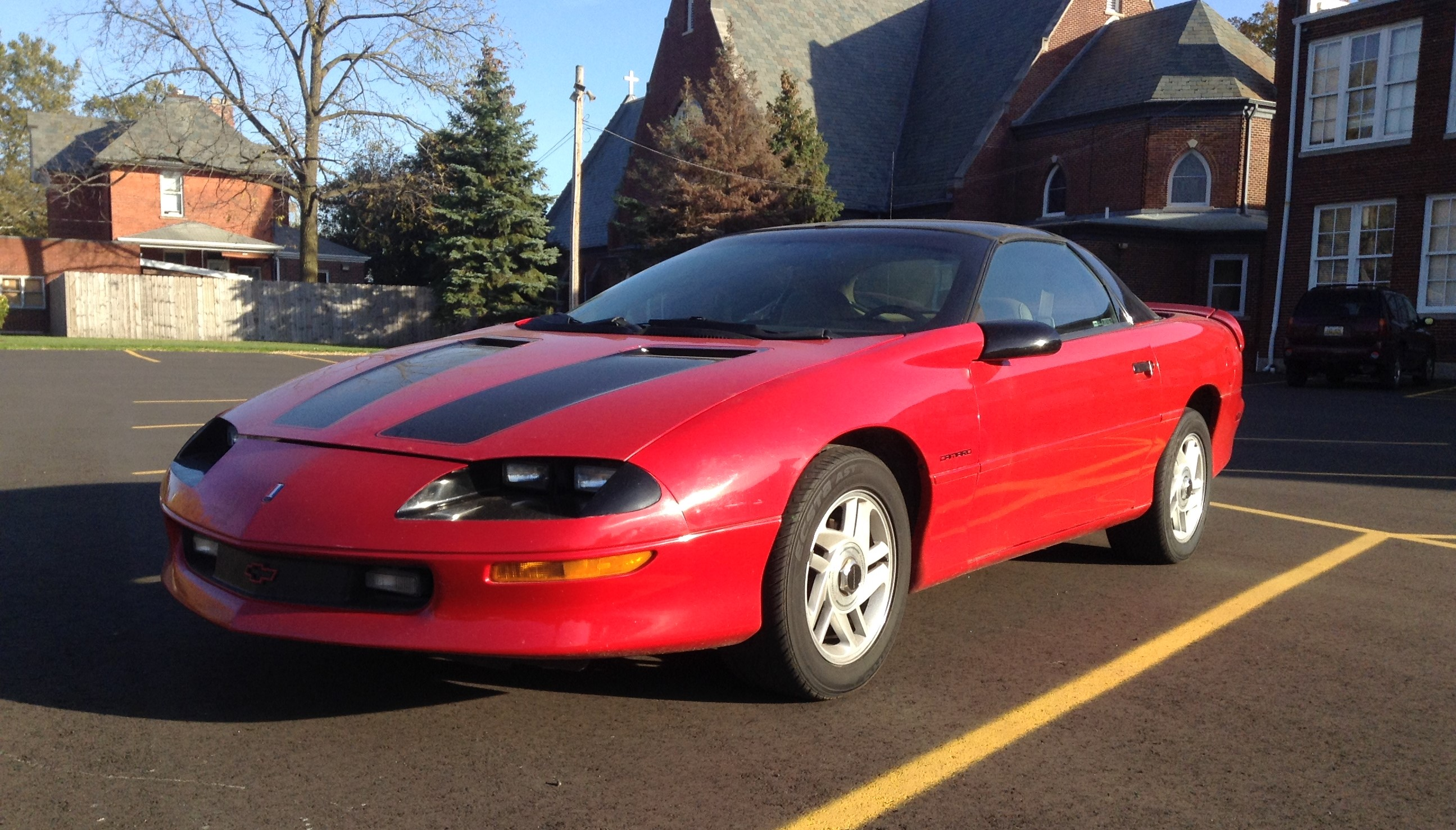
1994 Chevrolet Camaro RS
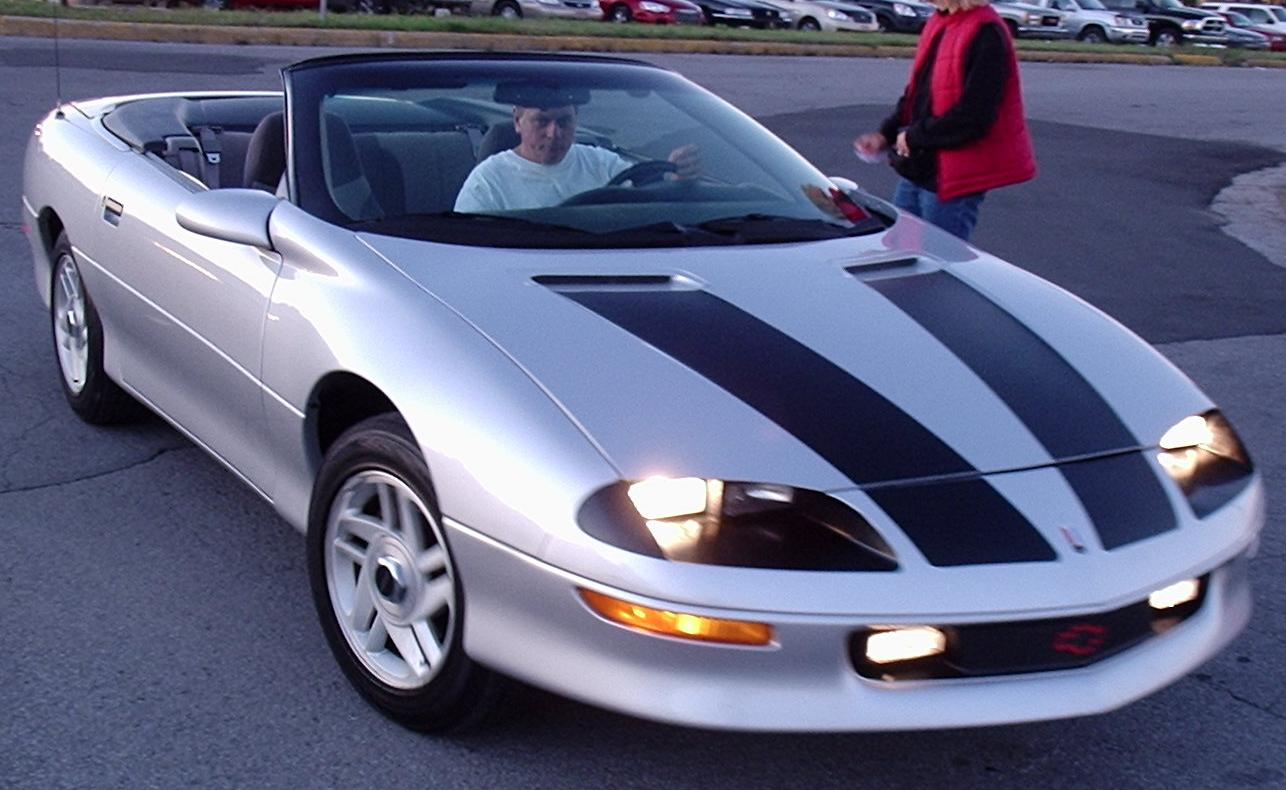
1995 Chevrolet Camaro
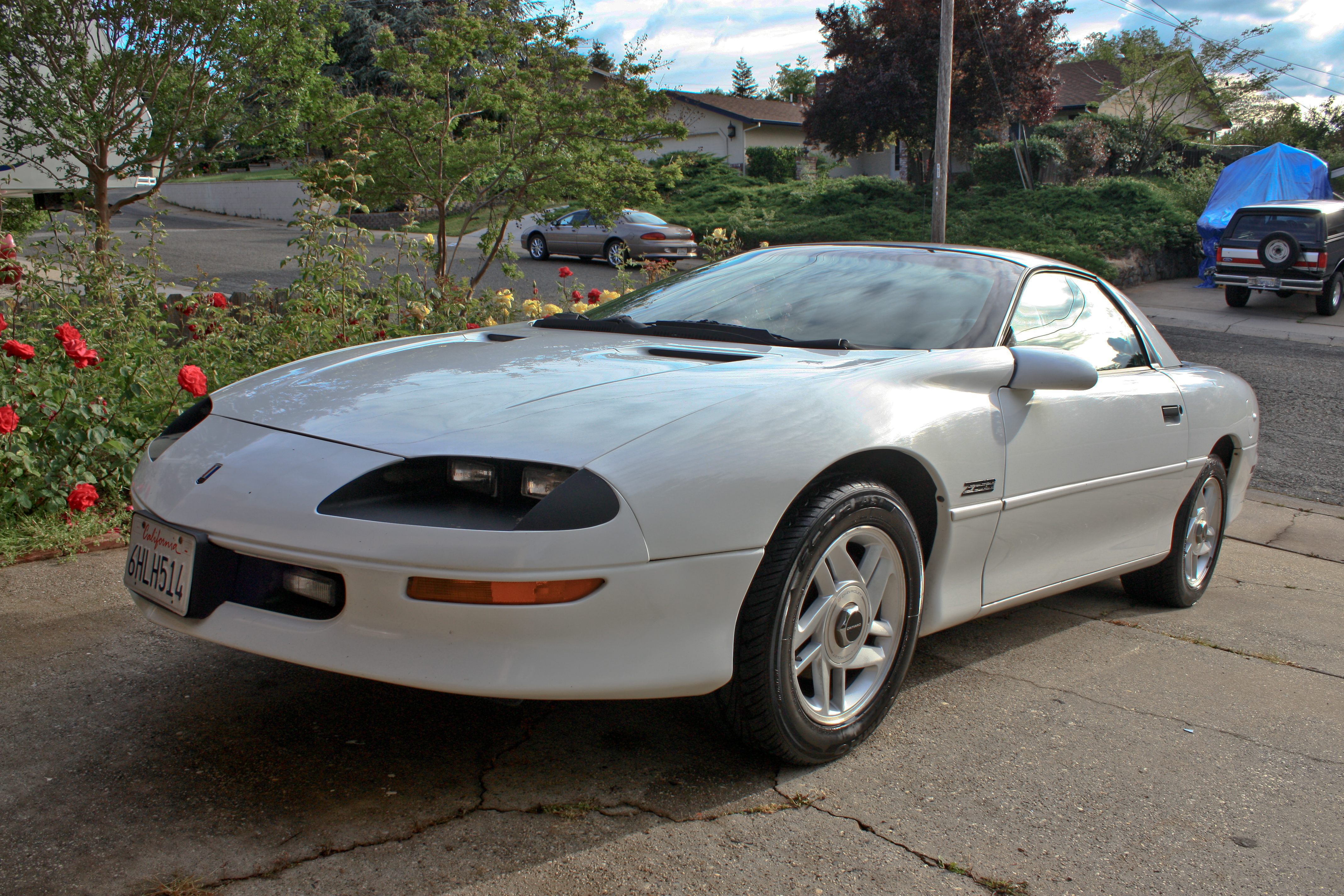
1996 Chevrolet Camaro Z28
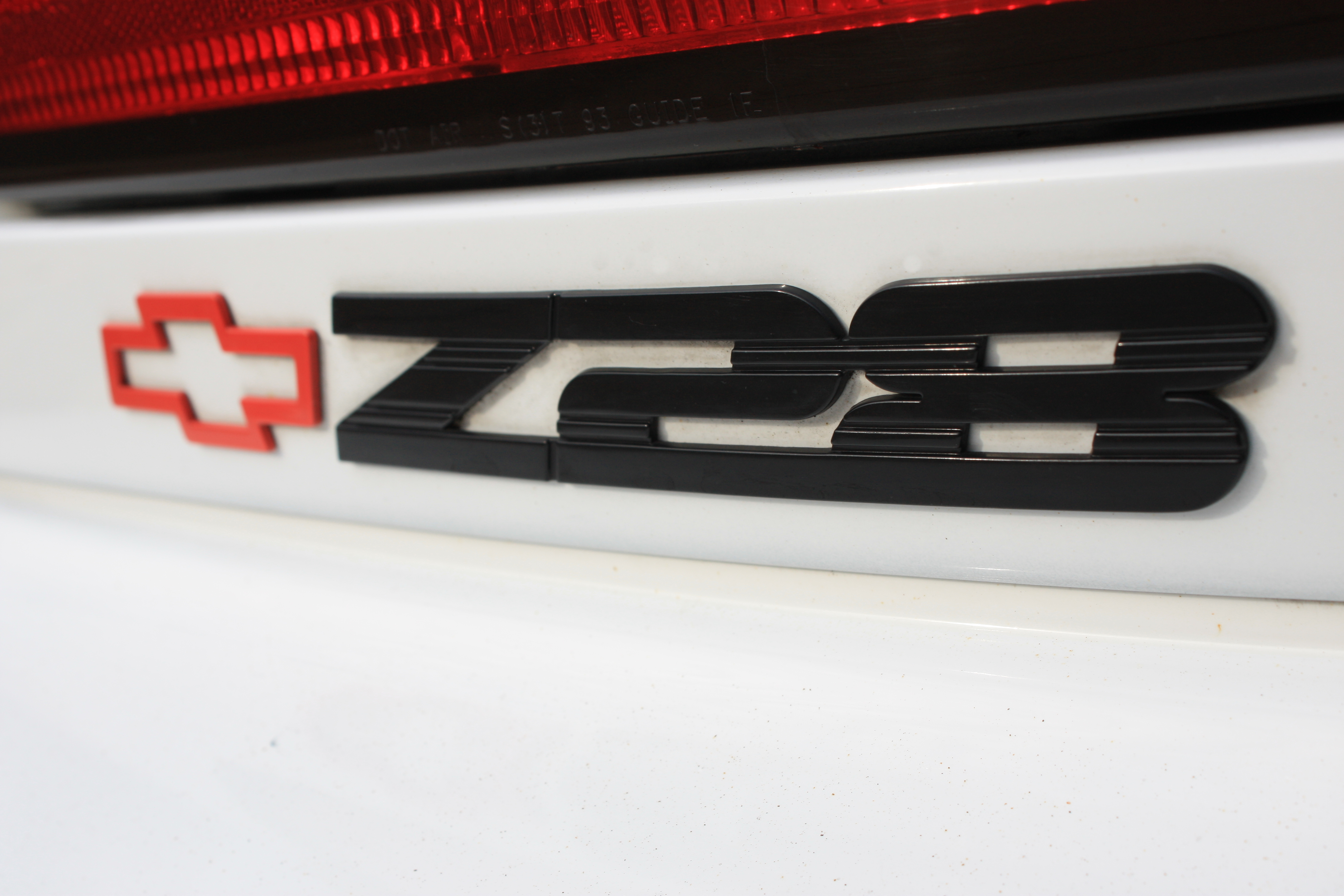
Шильдик Z28
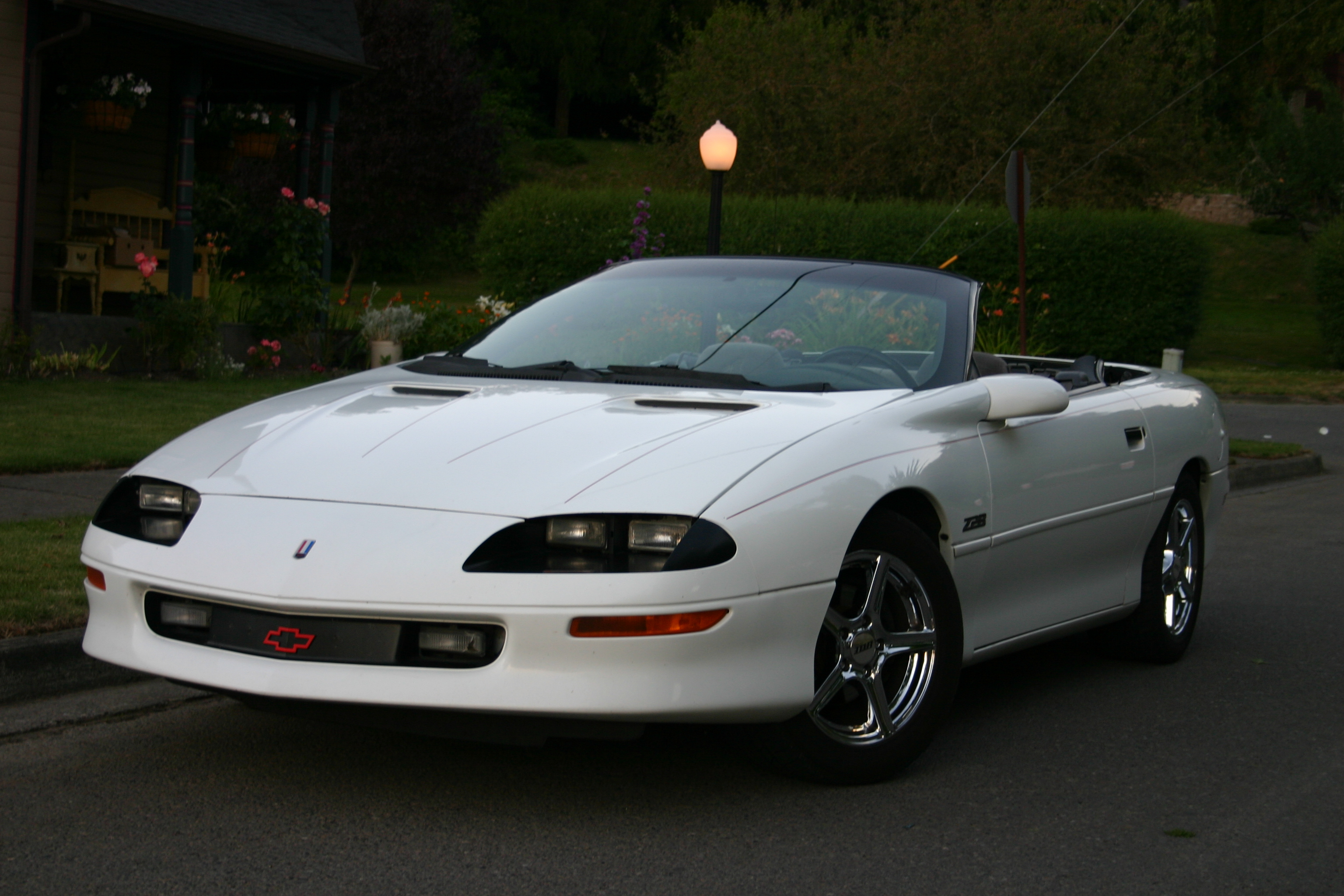
1997 Chevrolet Camaro Z28
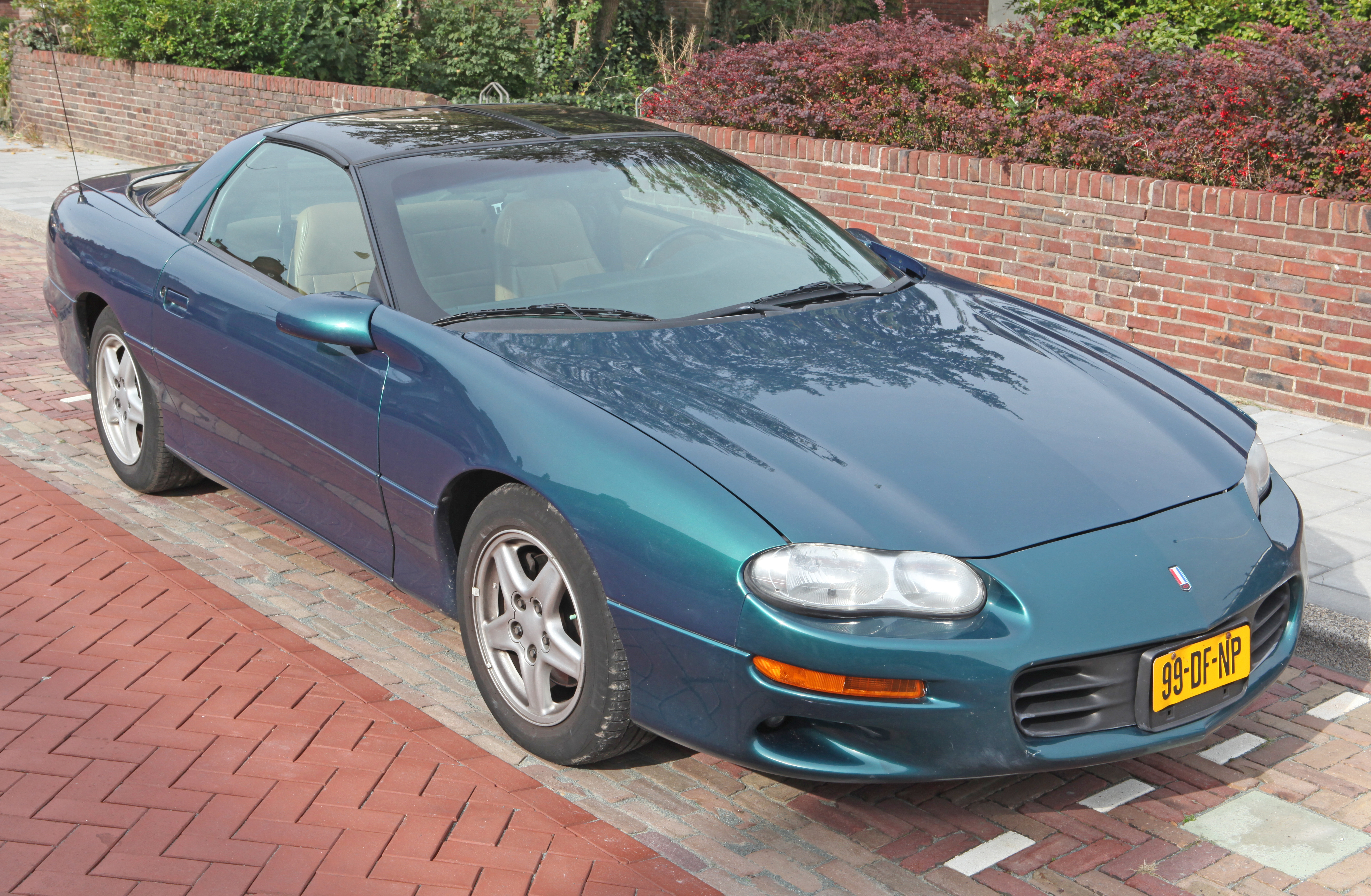
1998 Chevrolet Camaro
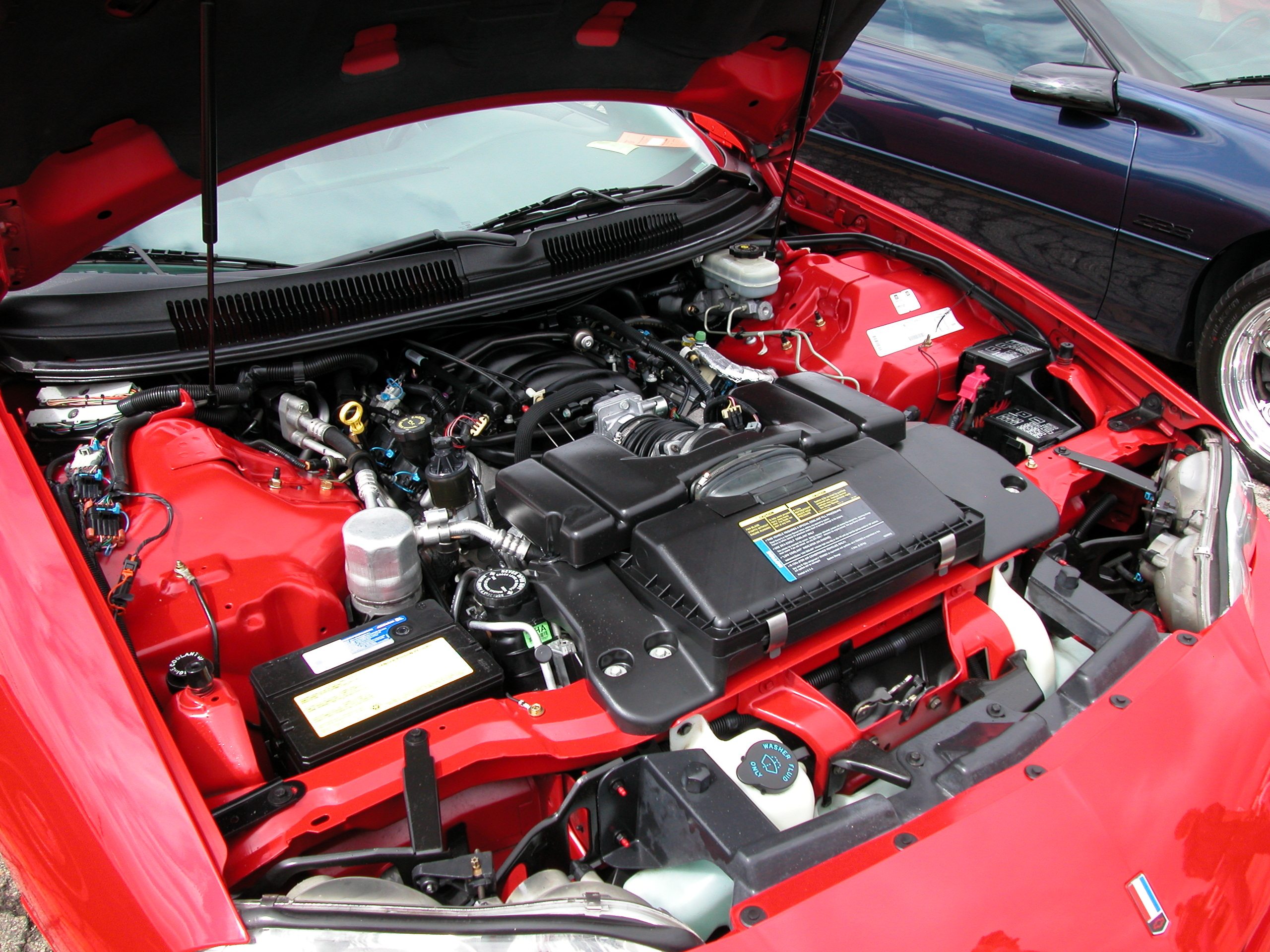
Моторный отсек Camaro Z28
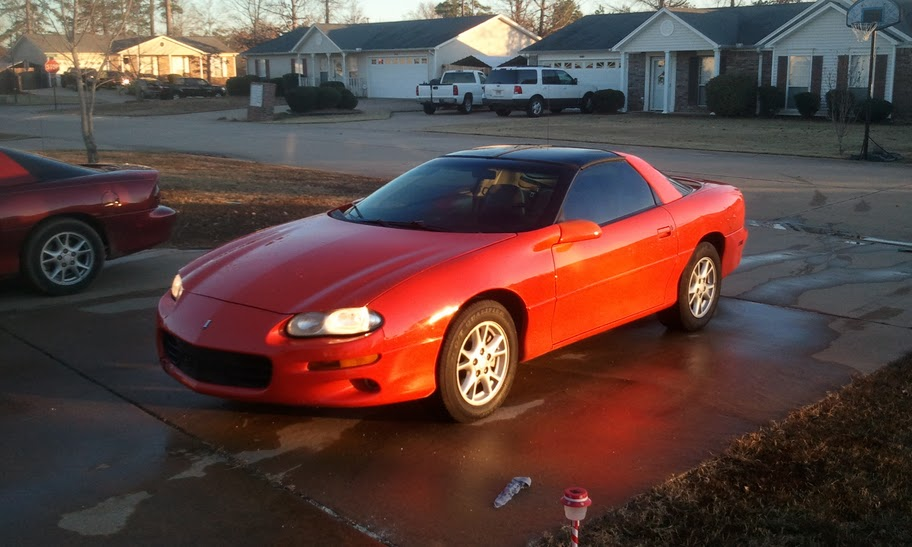
1999 Chevrolet Camaro
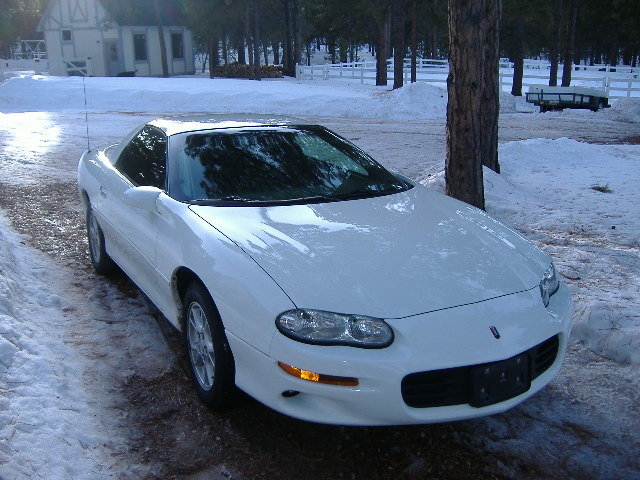
2000 Chevrolet Camaro V6
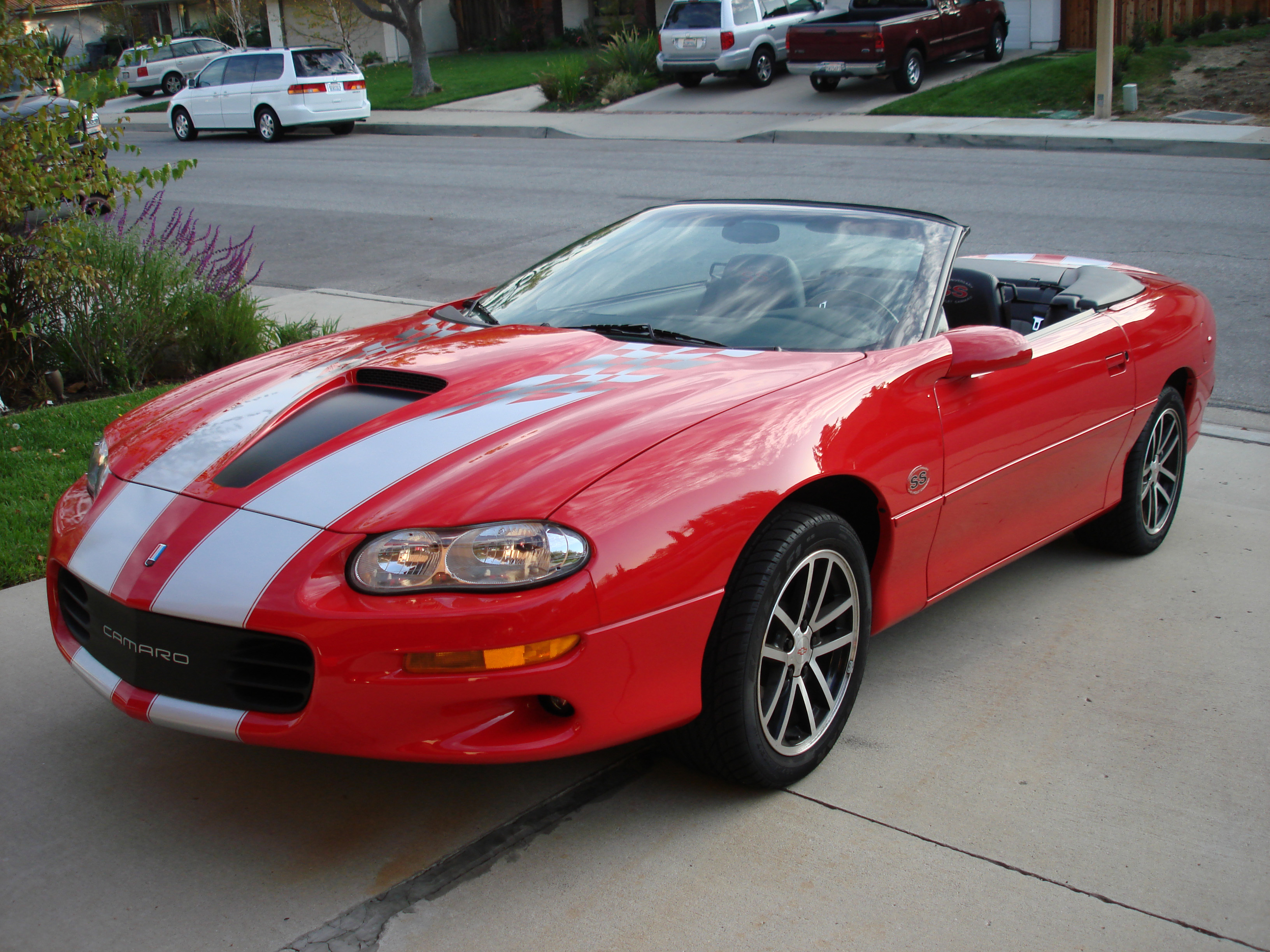
2002 Chevrolet Camaro 35th anniversary
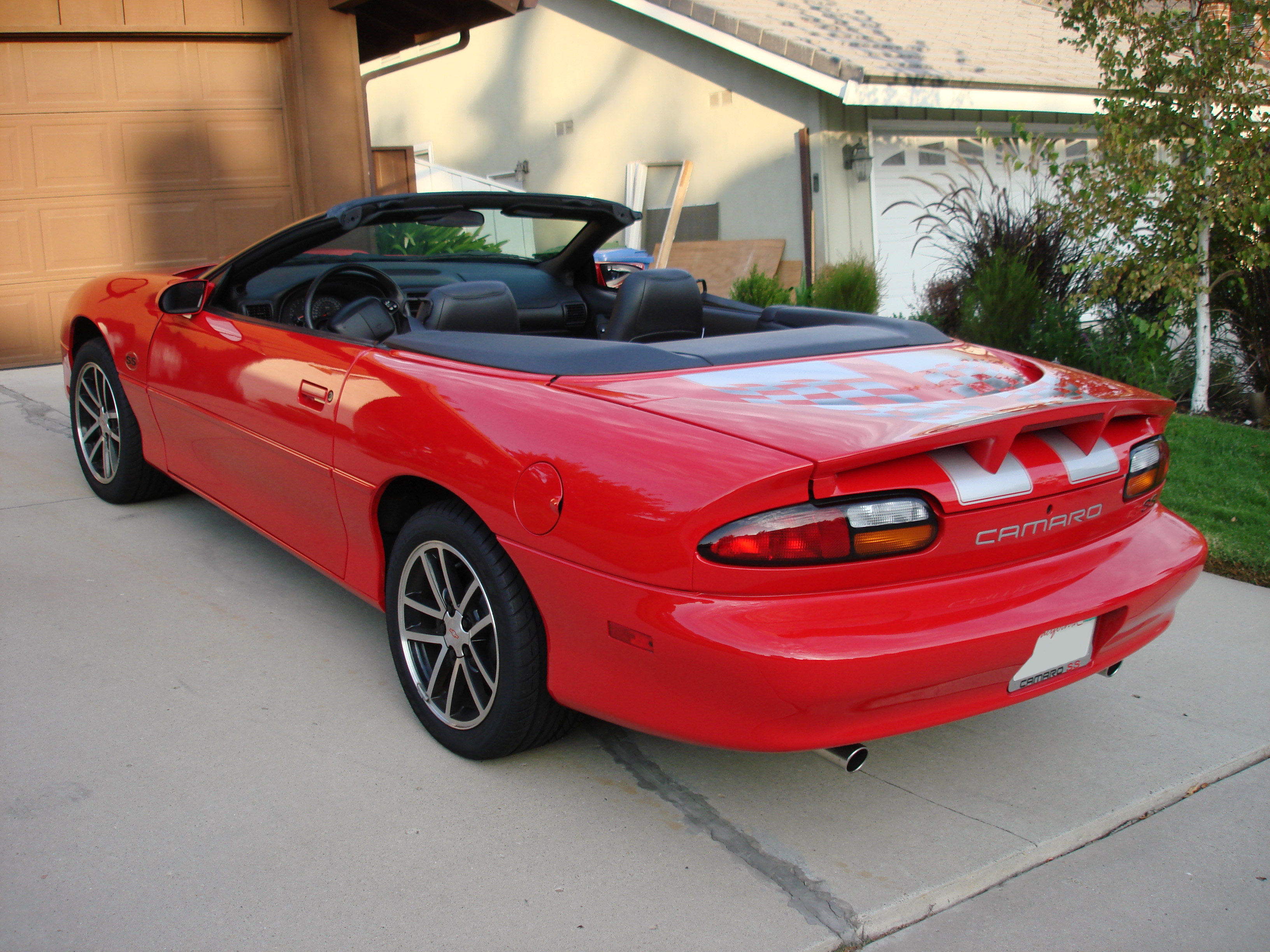
2002 Chevrolet Camaro 35th anniversary